# غوستافو كوينتيرو
غوستافو كوينتيرو (بالإسبانية: Gustavo Quintero)‏ هو موسيقي ومغن مؤلف كولومبي، ولد في 23 ديسمبر 1939 في ميديلين في كولومبيا، وتوفي بنفس المكان في 18 ديسمبر 2016.

## وصلات خارجية
- الموقع الرسمي
- غوستافو كوينتيرو على موقع ميوزك برينز (الإنجليزية)
- غوستافو كوينتيرو على موقع ميوزك برينز (الإنجليزية)
- غوستافو كوينتيرو على موقع ديسكوغز (الإنجليزية)